# Lliga espanyola d'hoquei sobre patins masculina 2015-2016
La lliga començà el 19 de setembre de 2015 i acabà el 19 de maig de 2016. La competició la va guanyar el FC Barcelona, aconseguint així el seu vint-i-setè títol de lliga.

## Ascensos i descensos
| Equip                                                        | Posició | Punts |
| ------------------------------------------------------------ | ------- | ----- |
| Club Hoquei Lloret de Mar Vila Esportiva                     | 1r      | 57    |
| Secció d'Hoquei de la Unió Maçanetenca (SHUM) Balder Tècnica | 2n      | 57    |
| Recam Làser Club Hoquei Caldes de Montbui                    | 3r      | 54    |

| Equip                              | Posició | Punts |
| ---------------------------------- | ------- | ----- |
| Club Patí Manlleu                  | 14è     | 27    |
| Medycare System Club Hoquei Mataró | 15è     | 26    |
| Club Patí Tordera                  | 16è     | 8     |